# Faro di cap Leucate
Il faro di cap Leucate si trova sul promontorio di cap Leucate, all'interno dell'omonimo comune francese, nel dipartimento dell'Aude, in Occitania. È stato costruito nel 1950 e acceso per la prima volta l'anno seguente. Si tratta di un faro automatico ma presidiato.